# Bataillon d'intervention rapide (Burkina Faso)
Pour les articles homonymes, voir Bataillon d'intervention rapide.
Un bataillon d'intervention rapide (BIR) est un type d'unité militaire mise en place au sein des forces armées du Burkina Faso dans le cadre de l'insurrection djihadiste au Burkina Faso.

## Historique
Les six premiers BIR sont créés par le capitaine Ibrahim Traoré en novembre 2022, quelques mois après le coup d'État qui l'a porté au pouvoir en septembre. Ils sont mis aux ordres d'officiers proches du capitaine-président.
Les BIR ont pour rôle de former des unités plus mobiles, capables d'aller attaquer les forces djihadistes au lieu d'attendre leurs attaques.
Le 8 août 2024, les 1er et 5e BIR sont victimes de l'attaque de Nassougou, qui voient la victoire du groupe de soutien à l'islam et aux musulmans,.
Les BIR sont accusés, aux côtés des volontaires pour la défense de la patrie (VDP), de massacres de civils, notamment peuls mais pas que, à Karma en avril 2023, à Bibgou et Soualimou en mars 2023, dans l'est du Burkina Faso en avril-mai 2024 et près de Solenzo en mars 2025.

## Organisation
- novembre 2022 : création des 1er à 6e BIR[1],[2]
- décembre 2023 : décision de création des 7e à 25e BIR[8]
  - janvier 2024 : création effective des 21e à 25e BIR[9],[10]
- janvier 2025 : création des 26e à 28e BIR[11],[12]

## Recrutement
Chaque bataillon compte de 200 à 300 hommes. Les soldats des BIR sont mieux payés que ceux du reste de l'armée burkinabè, ce qui attire de nombreux candidats, qui manquent parfois de formation militaire avant d'aller au feu.